# اصل همیلتون
در فیزیک ، اصل هامیلتون فرمول بندی ویلیام روون همیلتون از اصل کمترین کنش است. این اصل بیان می کند که دینامیک یک سیستم فیزیکی توسط یک مسئله حساب وردشی (تغییرات) برای یک تابعی مبتنی بر یک تابع واحد، لاگرانژین، تعیین می شود، که شامل تمام اطلاعات فیزیکی مربوط به سیستم و نیروهایی است که بر روی آن عمل می کنند. این مسئله وردشی امکان بدست آوردن معادلات دیفرانسیل حرکت سیستم فیزیکی را می دهد و هم ارز آن است. اگرچه در ابتدا این اصل برای مکانیک کلاسیک تدوین شد، اما اصل همیلتون همچنین در میدان های کلاسیک مانند میدان های الکترومغناطیسی و میدان های گرانشی بکار برده می شود و در مکانیک کوانتومی ، نظریه میدان کوانتومی نقش مهمی دارد. 

با تکامل سیستم ، q مسیری را درفضای پیکربندی دنبال می کند (فقط برخی از آنها نشان داده شده است). مسیری که توسط سیستم پیموده شده است (قرمز) دارای کنش ثابت (δ S = 0) تحت تغییرات جزئی در پیکربندی سیستم (δ q) است.

اصل هامیلتون بیان می دارد که سیر تحول واقعی ( q (t یک سیستم توصیف شده توسط N مختصات تعمیم یافته q = ( q 1 ، q 2 ، ... ، q N ) بین دو حالت مشخص(q 1 = q ( t 1 و q 2 = q (t 2) در دو زمان مشخص t 1 و t 2 یک نقطه مانا (یک نقطه که در آن تغییرات صفر است) از تابعی کنش است 
{\displaystyle {\mathcal {S}}[\mathbf {q} ]\ {\stackrel {\mathrm {def} }{=}}\ \int _{t_{1}}^{t_{2}}L(\mathbf {q} (t),{\dot {\mathbf {q} }}(t),t)\,dt}
که {\displaystyle L(\mathbf {q} ,{\dot {\mathbf {q} }},t)} تابع لاگرانژین سیستم است. به عبارت دیگر ، هر آشفتگی مرتبه اول تحول واقعی منجر به (حداکثر) تغییرات مرتبه دوم در{\displaystyle {\mathcal {S}}} می شود . کنش {\displaystyle {\mathcal {S}}} یک تابعی است، یعنی چیزی که به عنوان ورودی یک تابع را دریافت کرده و به عنوان خروجی یک عدد، یک کمیت نرده ای ، را برمی گرداند. از دیدگاه آنالیز تابعی ، اصل هامیلتون بیان می دارد که تکامل واقعی یک سیستم پاسخ معادله تابعی زیر است 
{\displaystyle \delta (S)/\delta (q)=0}
یعنی سیستم مسیری را در فضای پیکربندی برمی گزیند که کنش برای آن ثابت است، با شرایط مرزی ثابت در آغاز و انتهای مسیر. 

## اصل کنش برای میدان ها

### نظریه میدان کلاسیک
اصل کنش می تواند برای بدست آوردن معادلات حرکت برای میدان ها ، مانند میدان الکترومغناطیسی یا گرانش ، گسترش یابد. 
معادله انیشتین از کنش انیشتین-هیلبرت استفاده می کند که توسط یک اصل تغییر یافته محدود شده است. 
مسیر یک جسم در یک میدان گرانشی (یعنی سقوط آزاد در فضا زمان ، به اصطلاح ژئودزیک) را می توان با استفاده از اصل کنش یافت. 

### مکانیک کوانتومی و نظریه میدان کوانتومی
در مکانیک کوانتومی ، سیستم از یک مسیر واحد پیروی نمی‌کند که کنش آن ثابت باشد ، اما رفتار سیستم به کلیه مسیرهای قابل تصور و مقدار کنش آنها بستگی دارد. کنش متناظر با مسیرهای مختلف برای محاسبه انتگرال مسیر استفاده می شود ، که دامنه احتمال نتایج مختلف را به دست می دهد. 
کنش اگرچه در مکانیک کلاسیک با قوانین نیوتن معادل است ، اما اصل کنش برای تعمیم مناسب تر است و نقش مهمی در فیزیک مدرن دارد. در واقع ، این اصل یکی از اصول کلی در علوم فیزیکی است. بویژه، این اصل در مکانیک کوانتومی بهتر درک می شود. فرمول انتگرال مسیر ریچارد فاینمن از مکانیک کوانتومی مبتنی بر یک اصل کنش ثابت با استفاده از انتگرال مسیر است. معادلات ماکسول را می توان به عنوان شرایط کنش ثابت به دست آورد. 